# Personalista
Personalista, popř. Personální specialista, HR specialista, Referent osobního oddělení, Personální referent, HR administrator, HR officer, Personnel assistant, HR manažer, HR ředitel, je pracovník v personalistice.

## Pracovní činnost
- plánuje, organizuje a vede veškerou personální činnost
- tvoří a eviduje všechny pracovně-právní písemností a dokumenty
- komunikace s jednotlivými útvary a vedením společnosti
- organizuje nábor, přijímání a propouštění zaměstnanců
- stará se o odměňování a hodnocení zaměstnanců, spolupracuje s mzdovým oddělením
- zajišťuje školení zaměstnanců a jiné vzdělávací aktivity vedoucí ke zvýšení kvalifikace zaměstnanců